# قائمة أنواع المطثية
يوجد عدة أنواع من جنس المطثية:
- مطثية متناقضة
- مطثية خلية
- مطثية ألدنية
- مطثية قطبية
- مطثية أرجنتينية
- مطثية وشيقية
- مطثية زبدية
- مطثية جيفية
- مطثية آكلة لأوكسيد الكربون
- مطثية مخمرة للسليلوز
- مطثية حالة للسليلوز
- مطثية آكلة للسليلوز
- مطثية عسيرة
- مطثية خادعة
- مطثية حالة للدم
- مطثية حالة للنسج
- مطثية مخمرة لللاكتات
- مطثية لافالية
- مطثية باستورية
- مطثية حاطمة
- مطثية وردية
- مطثية حالة للسكر
- مطثية إنتانية
- مطثية سورديلية
- مطثية ثلثية
- مطثية كزازية
- مطثية تونسية
- مطثية خضراء
- مطثية حالة للزيلان
- مطثية آكلة للزيلان
- مطثية أكاجية
- مطثية التربة الحمضية
- مطثية ألدريتشية
- مطثية السليلوز القلوي
- مطثية اللحوم الباردة
- مطثية أليفة الأحماض الأمينية
- مطثية أليفة البرودة
- مطثية بستانية
- مطثية حالة للزيلان البارد
- مطثية حالة للنشا
- مطثية حمض اليوريك
- مطثية لوزية
- مطثية متحملة للحمض
- مطثية متحملة للهواء
- مطثية مختزلة لحمض الخليك
- مطثية منتجة للخلون والبوتيل
- مطثية هليونية الشكل
- مطثية مصبات الأنهار
- مطثية مخمرة للحمض الأميني الفاليري
- مطثية الحمض الزبدي البرتقالي
- مطثية باراتية
- مطثية باركرية
- مطثية بارتلتية
- مطثية بيجرينكية
- مطثية ثنائية التخمير
- مطثية بولتية
- مطثية بورنيمية
- مطثية بومانية
- مطثية براينت
- مطثية أليفة الحمأة
- مطثية المداخن
- مطثية لحمية
- مطثية كافنديشية
- مطثية مستترة
- مطثية سريعة النمو
- مطثية منتجة للسيلوبيوز